# Розовка
Ро́зовка (каз. Розовка) — село у складі Павлодарського району Павлодарської області Казахстану. Адміністративний центр Рождественського сільського округу.
Населення — 1483 особи (2021; 1556 у 2009, 1702 у 1999, 1593 у 1989).
Національний склад станом на 1989 рік:
- німці — 100 %